# Projekt 1241.2 Molnija-2
Projekt 1241.2 Molnija-2 (ryska: Молния-2 (åska), NATO-rapporteringsnamn: Pauk-klass) är en klass av ubåtsjaktkorvetter byggda i Sovjetunionen 1977 till 1989. Konstruktionen bygger på Projekt 1241 Molnija men är optimerad för ubåtsjakt i stället för ytstrid.

## Konstruktion
Skrovet är av stål och överbyggnaden av aluminium-magnesium legering precis som på Molnija-klassen, men skrovet är förlängt med cirka en meter för att få plats med Bronza-systemets släphydrofon. Släphydrofonen med vinsch och 200 meter kabel är inrymt i ett däckshus som sticker ut över akterspegeln. Det är samma hydrofon som används av ubåtsjakthelikoptrar, men den är integrerad i Bronza-systemets centrala eldledning.
Andra skillnader från Molnija är att Molnija-2 drivs av dieselmotorer i stället för gasturbiner och att sjömålsrobotarna är utbytta mot ubåtsjaktvapen (fyra torpedtuber och två RBU-1200). De har också bara en AK-630 för att spara vikt och ge plats för de aktre 400 mm torpedtuberna.

## Användare
- Bulgariska flottan – Två fartyg, Bodri och Reshitelni köpta 1989–1990.
- Indiens flotta – Fyra fartyg, Abhay, Ajay,  Akshay och Agray, köpta i slutet av 1980-talet.
- Kubas flotta – Ett fartyg.
- Rysslands flotta – 18 fartyg i tjänst 2010.
- Ukrainska flottan – Två fartyg, Uzghorod (avrustad) och Khmelnytskyi, övertagna efter upplösningen av Sovjetunionens flotta.
- Vietnams flotta – Tre fartyg.

## Fotnoter
1. ↑  Pauk (ryska: Паук) betyder spindel.

### Webbkällor
- ”Малые противолодочные корабли проекта 1241.2 "Молния-2"” (på ryska). narod.ru. januari 2011. http://www.and-kin2008.narod.ru/pr12412.html. Läst 14 augusti 2011.
- ”Проект 1241.2, тип Молния-2” (på ryska). Водный транспорт. http://fleetphoto.ru/models.php?mid=1048. Läst 14 augusti 2011.
- ”Противолодочные корабли, проект 1241.2 "Молния-2"” (på ryska). Arkiverad från originalet den 13 november 2012. https://web.archive.org/web/20121113212431/http://www.warships.ru/Russia/Fighting_Ships/Anti_Submarine_Ships/1241_2.htm. Läst 14 augusti 2011.
- ”Project 1241.2 Molniya-2 – Pauk class” (på engelska). Federation of American Scientists. http://www.fas.org/man/dod-101/sys/ship/row/rus/1241_2.htm. Läst 14 augusti 2011.